# Groenbuikvizierkolibrie
De groenbuikvizierkolibrie (Augastes lumachella) is een vogel uit de familie Trochilidae (kolibries).

## Verspreiding en leefgebied
Deze soort is endemisch in oostelijk Brazilië (Bahia). Zijn natuurlijke habitat is subtropisch of tropisch hooggelegen struikgewas.

## Status
De totale populatie is in 2018 geschat op 35-100 duizend volwassen vogels en dit aantal neemt af door habitatverlies. Om deze reden heeft de groenbuikvizierkolibrie de IUCN-status gevoelig gekregen.